# Alt Karmunkau
Alt Karmunkau, polnisch Stare Karmonki, ist eine Ortschaft in Oberschlesien. Administrativ liegt sie in der Gemeinde Radlau im Powiat Oleski (Landkreis Rosenberg O.S.) in der Woiwodschaft Opole/Oppeln.

## Geschichte
Bei der Volksabstimmung in Oberschlesien am 20. März 1921 stimmten auf Gut Alt Karmunkau 65 Wahlberechtigte für einen Verbleib bei Deutschland und zwölf für eine Zugehörigkeit zu Polen. Alt Karmunkau verblieb nach der Teilung Oberschlesiens beim Deutschen Reich. 1936 wurde der Ort in Mühlengrund umbenannt. Bis 1945 befand sich der Ort im Landkreis Rosenberg O.S.
1945 kam der bis dahin deutsche Ort unter polnische Verwaltung und wurde in Stare Karmonki umbenannt und der Woiwodschaft Schlesien angeschlossen. 1950 kam er zur Woiwodschaft Oppeln. Von 1975 bis 1998 lag der Ort in der Woiwodschaft Tschenstochau. 1999 kam der Ort nach der Auflösung der Woiwodschaft Tschenstochau wieder zur Woiwodschaft Oppeln und zum wiederhergestellten Powiat Oleski.
2006 wurde Alt Karmunkau mitsamt der Gemeinde Radlau offiziell zweisprachig und im September 2008 wurden zweisprachige Ortsschilder aufgestellt.

### Ausgrabungen
1927 fanden bei Alt Karmunkau im Auftrag des Oberschlesischen Museums Beuthen Ausgrabungen statt. Ausgegraben wurden ein Gräberfeld aus der späten Hallstattzeit (etwa 600 vor Christus). Darunter Gräber mit Steinsetzungen und Beigefäßen.

## Persönlichkeiten
- Wilhelm von Taubadel (1796–1851), preußischer Leutnant, Rittmeister und Landrat
- Victor Lwowski (1841–1917), deutscher Ingenieur und Unternehmer